# Courtney Jines
Courtney Elizabeth Jines (Fairfax (Virginia), 4 mei 1992) is een Amerikaanse actrice, filmproducente en scenarioschrijfster.

## Carrière
Jines begon op zesjarige leeftijd met professioneel acteren. In 2000 begon zij als jeugdactrice met acteren voor televisie in de televisieserie Third Watch, waarna zij nog meerdere rollen speelde in televisieseries en films. Zij werd twee keer genomineerd voor een Young Artist Award, in 2004 met de cast voor haar rol in de film Spy Kids 3-D: Game Over en in 2006 voor haar rol in de film Silver Bells.

## Filmografie

### Films
Uitgezonderd korte films.
- 2005 Silver Bells - als Bridget Byrne
- 2005 Because of Winn-Dixie - als Amanda Wilkinson
- 2003 Spy Kids 3-D: Game Over - als Demetra
- 2003 Red Betsy - als Jane Rounds
- 2002 Anna's Dream - als Julie Morgan
- 2001 Gaudi Afternoon - als Delilah
- 2000 Drop Back Ten - als Harriet Deal

### Televisieseries
Uitgezonderd eenmalige gastrollen.
- 2006 The War at Home - als Heidi - 4 afl.

### Filmproducente
- 2017 The Apocalypse Will Blossom - korte film
- 2016 The Future Is in Your Hands - korte film
- 2016 In the Future - korte film
- 2014 Go to Sleep, Sadie - korte film
- 2013 Thomas - korte film

### Scenarioschrijfster
- 2017 The Apocalypse Will Blossom - korte film
- 2016 In the Future - korte film
- 2014 Go to Sleep, Sadie - korte film
- 2013 Spices for Grandma - korte film
- 2013 Thomas - korte film

- International Standard Name Identifier: 0000 0001 1400 6129
- Library of Congress Control Number: no2011015407
- Virtual International Authority File: 166738520
- WorldCat: E39PBJqVYTHgpq7t7fQytDX68C